# Eupithecia zekiyae
Eupithecia zekiyae es una especie de polilla de la familia Geometridae. La especie fue descrita por primera vez por Ahmet Ömer Koçak habiendo sido descrita en 1907, con distribución en el oeste de Estados Unidos. El holotipo de la especie fue descrita en los alrededores de Weyanoke, Luisiana.
Es una polilla pequeña con una envergadura de unos 22 a 23 centímetros (8,7 a 9,1 plg), con el fondo de las alas blanco y claras rayas oxidadas. Se han registrado adultos en vuelo desde enero a marzo.
E. zekiyae se encuentra distribuida en las regiones desérticas del Suroeste de Estados Unidos, incluyendo Arizona, Nevada y California.

## Taxonomía
La especie fue descrita inicialmente como Eupithecia deserticola por McDunnough en 1946. Eupithecia zekiyae es un nombre de reemplazo para Eupithecia deserticola, el cual es un homónimo secundario menor de Tephroclystia deserticola, ahora incluido en el género Eupithecia. El nombre ingresado en algunas bases de datos electrónicas usa esta combinación. Sin embargo, debido al uso anterior por parte de Turati en 1934, como una especie diferente descrita en Libia, la combinación de nombres se consideró entonces preocupante para la nomenclatura. Esto llevó a Clifford D. Ferris y Vladimir G. Mironov en 2007 a usar el nombre de reemplazo Eupithecia zekiyae, convirtiendo a E. deserticola de McDunnough en un homónimo secundario menor. El nombre de reemplazo fue propuesto por Ferris y Mironov en 2007 sin saber que la homonimia ya había sido abordada. Sin embargo, Kemel & Koçak en 2016 aclaran que ya se había publicado previamente un nombre de reemplazo como Eupithecia zekiyae en 1986. Trataron el uso de Eupithecia jamesi en 2007 como sinónimo objetivo menor de E. zekiyae, pero puede verse simplemente como un nombre de reemplazo superfluo. Sin embargo, a partir de agosto de 2023, algunos sitios web continúan informando la especie bajo E. jamesi.